# Bella Vista de Santa María
Bella Vista de Santa María är en ort i Mexiko.   Den ligger i kommunen Valle de Santiago och delstaten Guanajuato, i den centrala delen av landet, 230 km väster om huvudstaden Mexico City. Bella Vista de Santa María ligger 1 733 meter över havet och antalet invånare är 861.
Terrängen runt Bella Vista de Santa María är kuperad söderut, men norrut är den platt. Runt Bella Vista de Santa María är det ganska tätbefolkat, med 111 invånare per kvadratkilometer. Närmaste större samhälle är Valle de Santiago, 8,1 km väster om Bella Vista de Santa María. Trakten runt Bella Vista de Santa María består till största delen av jordbruksmark.